# 南部リエチュ州
南部リエチュ州（なんぶリエチュしゅう、英語：Southern Liech State）は、南スーダン北東部の上ナイル地方西部にかつて存在した州。2015年に成立し、2020年に廃止された。
2014年の人口は26万7460人。
州都はレール。

## 隣接州
- 北：北部リエチュ州
- 東：ファンガク州
- 南東：ジョングレイ州
- 南：東部レイク州
- 南西：西部レイク州
- 西：トンジェ州

## 行政区画
以下の3郡から成る。
- パニジャー郡
- マイェンディトゥ郡
- レール郡